# Харки

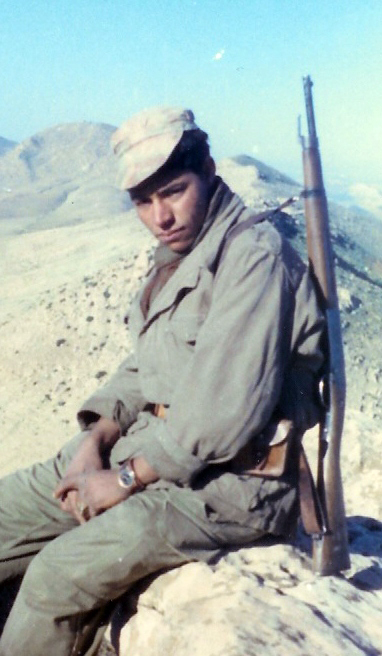
Молодой харки, 1961

Харки́ (фр. harki, от араб. حركة‎ — алжирское диалектальное произношение харка, стандартный арабский харака  — «движение») — военнослужащие из местных формирований алжирских мусульман (арабов и берберов), принимавшие участие в 1954—1962 годах во время Алжирской войны в сражениях на стороне Франции против Фронта национального освобождения.

## Термин
Отряд, состоявший из харки, назывался харка́ (фр. harka). Термин «харка» появился ещё в доколониальный период для обозначения небольших вооружённых отрядов, участвовавших в межплеменных столкновениях или в войне против внешнего врага.
В современном Алжире термин «харки» часто несёт ярко выраженную отрицательную коннотацию для обозначения коллаборанта и предателя.

## История

### Создание
Идея создания отрядов харки во Французском Алжире впервые появилась у генерал-губернатора Роже Леонара в 1954 году. Официально они были созданы заменившим на этом посту Леонара Жаком Сустелем 24 января 1955 года, когда были созданы первые 32 отряда под официальным названием «Мобильные группы сельской полиции» (GMPR), переименованные в 1958 году в «Мобильные группы безопасности» (GMS). Чуть позднее появились группы местной самообороны (GAD). Каждая харка представляла собой боевую единицу под командованием французского офицера, созданную для защиты населённого пункта или специальных операций. Вначале харки на вооружении имели преимущественно охотничьи ружья.
В широком смысле под термином «харки» понимали также служащих вспомогательные частей из числа местного алжирского населения (различных охранных и конвойных подразделений, групп по поддержанию порядка и местной самообороны и резервистов), а иногда  даже всех алжирских мусульман, поддерживавших нахождение Алжира в составе Франции. 
Большинство харки были добровольцами. Причины, побуждавшие молодых людей вступать в харки, могли быть совершенно разными — от патриотических до сугубо экономических.

### Во время войны

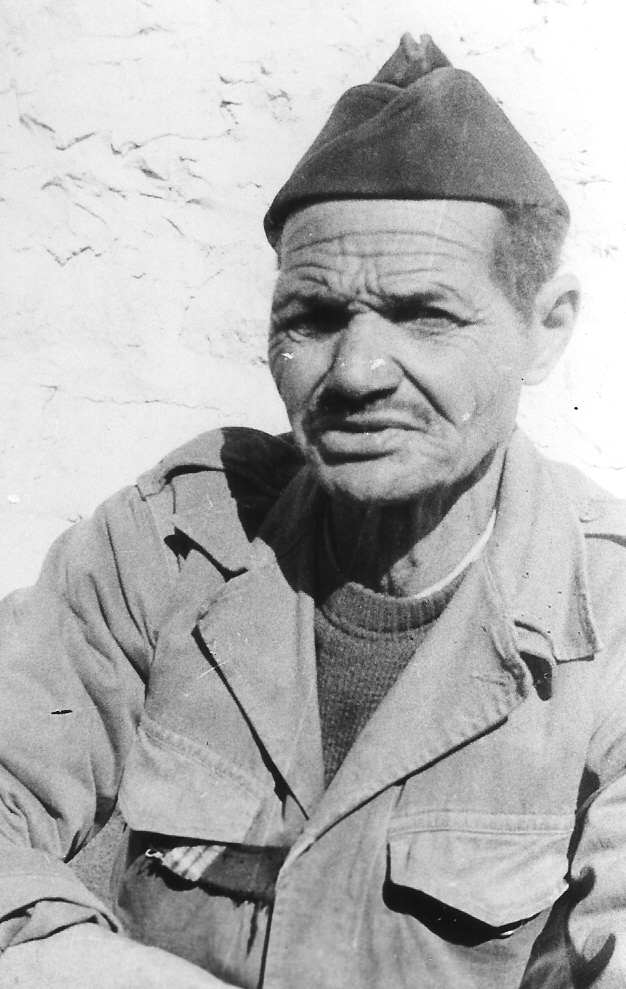
Харки. 1961 год

По состоянию на январь 1957 года в Алжире официально существовали 70 харка, в которых состояли 2186 харки, разделённые по «племенному» принципу. В феврале было принято решение о резком увеличении количества харки — по военным, но прежде всего по психологическим и политическим причинам — руководство Франции стремилось продемонстрировать местному населению, жителям метрополии и миру, что проводимая страной политика пользуется большой поддержкой среди коренных алжирцев. В харки стали брать людей прежде всего с целью «привязать» их и их семьи к Франции, главным критерием была лояльность, а не боеспособность и не физическая форма. Из-за этого иногда на службу принимали 50-летних мужчин, которых потом использовали в качестве сторожей или на кухне, в то же время отказывая молодым добровольцам из-за подозрения в их недостаточной лояльности. С февраля по сентябрь произошёл почти пятикратный рост численности харки — до 10 430 человек.
В июле 1957 года был издан приказ, определявший назначение и использование отрядов харки: «Харка — это подразделение, создаваемое для определённых операций на ограниченное время. [...] Использование харка должно происходить преимущественно на местном уровне. Их использование за пределами их места жительства допускается лишь в исключительных случаях и на ограниченное время. Ни при каких обстоятельствах харка не должны использоваться в качестве единственной боевой силы.» Одновременно было принято решение допустить использование харки армейского боевого оружия — винтовок и пистолетов-пулемётов, которые те должны были сдавать на военные склады по окончании службы.
В конце 1958 года командующим французскими войсками в Алжире был назначен генерал Морис Шалль, который резко усилил борьбу с сепаратистами. Французским войскам отводилась роль участников «больших операций», а для борьбы с «бандами» было увеличено количество формирований из местных жителей. Для поощрения членов харка для них были открыты также и карьерные перспективы — как в местной администрации, так и во французской армии. Использование харки в войсковых операциях резко возросло в 1958—1960 годах, а общее количество харки к концу 1960 года достигло примерно 60 000 человек. Вместе с тем, у многих кадровых французских военных сохранялось подозрительное отношение к харки — их использовали лишь в качестве проводников и на второстепенных задачах, но к ним сохранялось отношение как к потенциальным предателям. 
Во многих источниках существует путаница: харки часто смешиваются с другими мусульманскими подразделениями, прежде всего с мохазни (арабским спецназом) и арабскими военнослужащими непосредственно в регулярной французской армии. Харки так же, как они, получали денежное довольствие (750 франков в день), но не имели социального страхования для себя и своих семей. Вместе с тем, нередки были переходы из одной категории в другую — например, из группы местной самообороны в харка. Кроме того, сами французские военные поспособствовали подобной путанице: в разряд харки со временем попали самые разные военные — от дезертиров из ФНО, которых использовали с пропагандистскими целями, до снайперов-спецназовцев из местных охотников. По свидетельству самого генерала Шалля, доля реально выполнявших боевые задания харки никогда не превышала 50 %.

### После войны
После подписания Эвианских соглашений, приведших к окончанию Алжирской войны и предоставлению независимости Алжиру, отряды харки были разоружены французской армией. В отличие от франкоалжирцев и алжирских евреев, эвакуированных из Алжира, лишь небольшая часть харки смогла покинуть ставшую независимой страну — 42 500 человек с членами семей, при том, что общее количество харки оценивалось в 200 000—250 000 человек. 

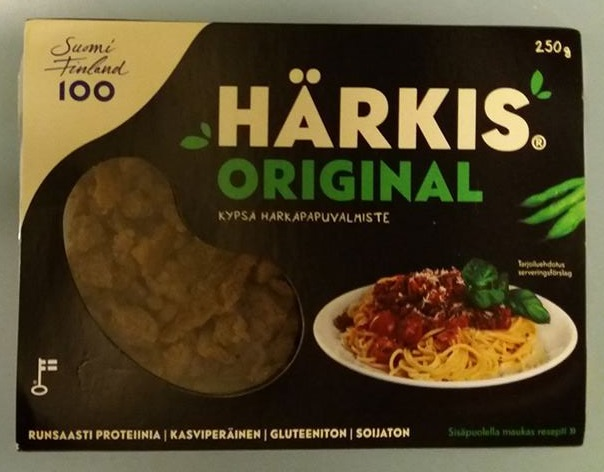
Харки в лагере Сен-Морис-л-Ардуаз (департамент Гар), 1975

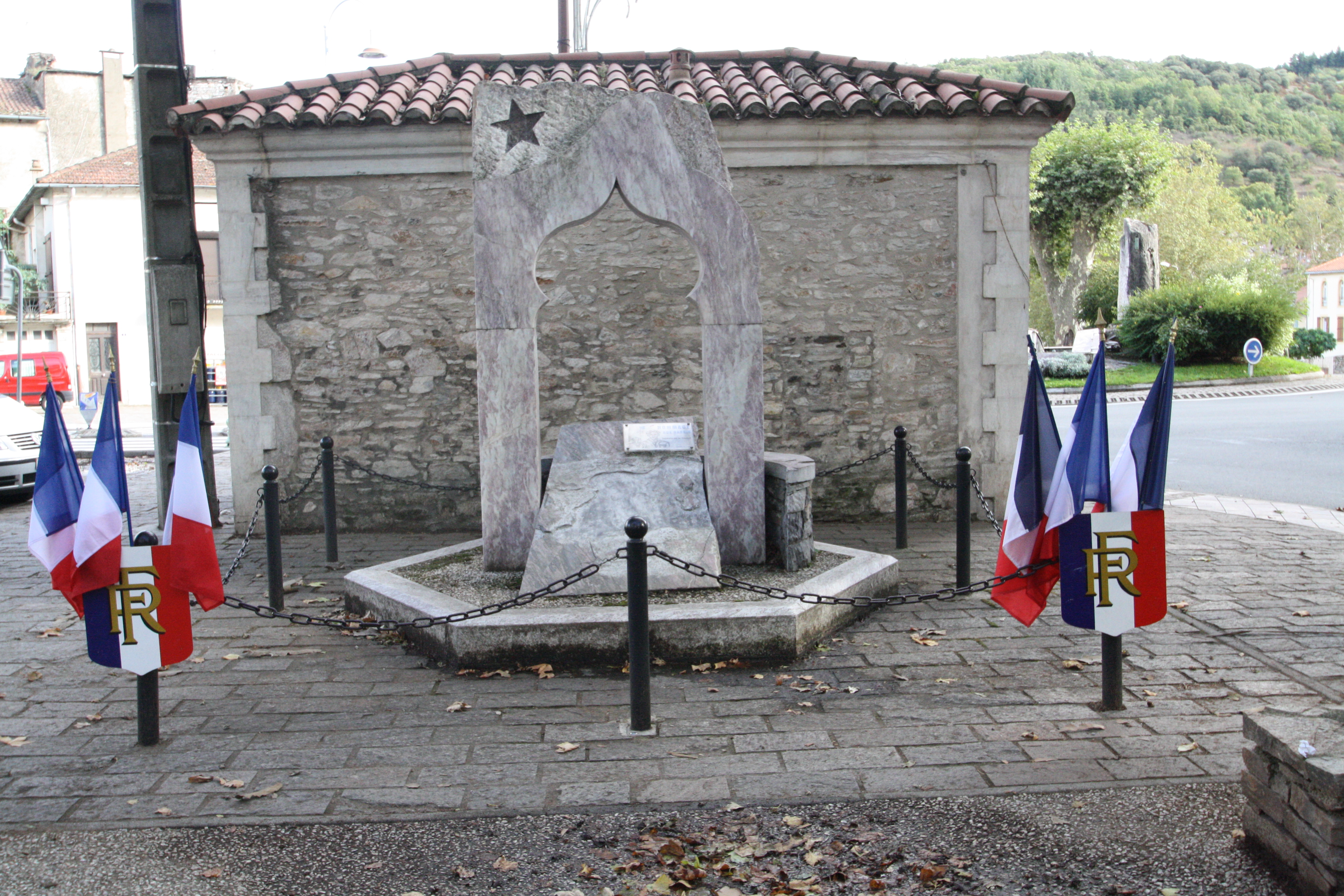
Мемориал харки в Сен-Пон-де-Томьер (департамент Эро), 2010

На оставшихся в Алжире харки, вопреки обязательствам Фронта национального освобождения в подписанных им Эвианским соглашениям, обрушились массовые репрессии. Число харки, убитых уже после подписания соглашения о прекращении огня, оценивается в диапазоне между 10 000 и 150 000.
Харки, сумевшим перебраться в метрополию, тоже пришлось несладко — в отличие от франкоалжирцев, они рассматривались французскими властями не как репатрианты, а как беженцы-иностранцы. Они были собраны в лагеря, где оставались более десяти лет; официально это объяснялось мерами безопасности. Первые харки были выпущены лишь в 1971, а последние — в 1976 году.
Закон от 9 сентября 1974 года закрепил за проживавшими во Франции харки статус ветеранов войны. Через десять лет 15 000 семей бывших харки было выплачено по 110 000 франков в качестве разовой компенсации. С 1999 года малообеспеченные харки старше 60 лет стали получать ежемесячную ренту в 750 франков  (около 115 евро).
В 2012 году президент Франции Николя Саркози признал вину государства за то, что харки были им брошены. На тот момент в стране проживало около полумиллиона харки и их потомков.
В сентябре 2021 года президент Франции Эмманюэль Макрон попросил прощения у харки и их потомков объявил, что будет принят закон о «признании и возмещении ущерба».

## Комментарии
1. ↑  La harka est une formation levée pour des opérations déterminées et pour un temps limité. […] La mise en œuvre des harkas doit normalement se situer dans le cadre local. Leur participation à des opérations extérieures à leur périmètre de recrutement doit donc être exceptionnelle et de durée limitée. En aucun cas les harkas ne doivent être engagées isolément [7].
2. ↑  Жан Лакутюр, в Le Monde от 13 ноября 1962 года даёт первую оценку на ту дату:  «Более десяти тысяч харки были убиты между 18 мартом и 1 ноября (1962 года)». Моханд Хамуму в книге Et ils sont devenus harkis (Fayard, 1994, réédité en 2001, page 249) пишет:  «Нужно признать, что от 100 000 до 150 000 человек — это равно населению таких городов, как  Сержи-Понтуаз или Орлеан — были убиты в ужасных условиях». Генерал Франсуа Мейер в труде Pour l’honneur, avec les harkis  (Editions CLD, 2005, page 168) повторяет оценку историка Жана-Шарля Лофре: «Похоже, между французскими историками понемногу возникает консенсус и что присутствует общая оценка от 60 000 до 80 000 (жертв)». Бусад Азни, стоявший у истоков создания Национального комитета связи между харки,  называет число 150 000 убитых харки в книге Harkis, crime d’Etat, généalogie d’un abandon (Éditions Ramsay, collection J’ai lu, 2002, page 56). Жорж-Марк Бенаму в книге Un Mensonge français, называет число 70 000 жертв. Историк Жильбер Менье в интервью газете El Watan (El Watan, 10 mars 2005) напротив заявил, что убийства были менее многочисленными и более локализованными, чем об этом говорит Жорж-Марк Бенаму. Бенжамен Стора в книге La guerre d’Algérie (1954-2004), la fin de l’amnésie (2004) называет число 10 000 — 25 000 погибших. Генерал Морис Февр оценивает число убитых ФНО харки между 50 000 и 70 000 (Pierre Messmer. Les blancs s'en vont: récits de décolonisation, Albin Michel, 1998, p.174).